# Herstmonceux Castle
Herstmonceux Castle er et Tudorslot ved Herstmonceux i East Sussex i England. Man ved at der har boet mennesker i området fra Domesday Book, men opførelsen af slottet begyndte først i 1441 da Roger Fiennes, der blev udpeget som skatholder for Henrik 6.'s husholdning, skulle have en passende bolig. Det er af mursten og er blandt landets ældste vigtige murstensbygninger. 
Fra 1957 til 1988 blev det brugt af Greenwichobservatoriet. I dag bliver det Bader International Study Centre fra Queen's University, Canada.
Hvert år i august afholdes England's Medieval Festival på slottet.